# Черняков Валерій Вікторович
Вале́рій Ві́кторович Черняко́в (нар. 13 листопада 1966, с. Довге, Іршавський район, Закарпатська область) — український політик. Народний депутат України VII скликання. Член ВО «Свобода», голова Контрольно-ревізійної комісії.
З 25 березня 2014 — голова Державного агентства лісових ресурсів України. 26 грудня 2014-го написав заяву про складання повноважень голови Державного агентства лісових ресурсів.

## Освіта
У 1982 закінчив Турійську середню школу. У 1982–1986 роках навчався у Шацькому лісовому технікумі. У 1994 році закінчив Український державний лісотехнічний університет за спеціальністю «інженер лісового господарства». У 2002 році закінчив Міжрегіональну академію управління персоналом за спеціальністю «юрист».

## Трудова діяльність
У 1986 році Валерій Черняков був направлений в Дніпровсько-тетерівське державне лісомисливське господарство на посаду єгеря Сухолуцького спецлісництва. У період з травня 1986 до червня 1988 року проходив військову службу. З 1988 до 1991 року працював лісником Турійського міжколгоспного лісгоспу. З 1991 до 2001 року був інструктором Волинського об'єднання східних єдиноборств. З 2003 до 2004 року працював в Турійському лісгоспі.

## Політична діяльність
Ще на початку 90-х Валерій Черняков був головою Ковельської міської організації Соціал-національної партії України (попередника ВО «Свобода»). У 1998 році був заступником голови Волинської обласної організації. Є головою контрольно-ревізійної комісії партії. В 2009 році очолив Полтавську обласну організацію ВО «Свобода».
На парламентські вибори у 2006 році Валерій Черняков також йшов у списках ВО «Свобода» під тим же номером 22. Однак тоді партію спіткала невдача. На час виборів чинний нардеп — директор ПП «Євросервіс-Любомль».
На парламентських виборах 2012 року пройшов у Верховну Раду за списком ВО «Свобода» (№ 22 у списку). У Верховній Раді є членом депутатської фракції ВО «Свобода» та є головою підкомітету з питань взаємодії з громадянським суспільством Комітету Верховної Ради України з питань боротьби з організованою злочинністю і корупцією.

## Родина
Дружина Тетяна Антонівна (1967). Сини Віталій (1993) і Тарас (1996), дочка Вікторія (2001).